# 2014年ソチオリンピックのアルメニア選手団
2014年ソチオリンピックのアルメニア選手団（2014ねんソチオリンピックのアルメニアせんしゅだん）は、2014年2月7日から23日までロシアのソチで開催されたソチオリンピックアルメニア選手団の名簿。

## 選手団
- 人員: 選手 4人
- 開会式旗手: セルゲイ・ミカエリャン

## アルペンスキー
- アルマン・セレブラキアン（英語版）

男子大回転 (46位、2:58.40)
男子回転 (34位、2:00.57)

## クロスカントリースキー
- セルゲイ・ミカエリャン

男子15kmクラシカル (46位、42:39.1)
男子スキーアスロン (46位、1:13:16.6)
- アルツール・イェゴヤン

男子15kmクラシカル (棄権)
男子スキーアスロン (63位、1:17:44.5)
- カティア・ガルスチャン

女子10kmクラシカル (64位、35:26.4)